# Юсифов, Микаил
Микаи́л Юси́фов (азерб. Mikayıl Yusifov; 24 апреля 1982, Баку, Азербайджанская ССР, СССР) — азербайджанский футболист, вратарь. Выступал за сборную Азербайджана.

## Клубная карьера
Юсифов перешёл в команду «Хазар-Ленкорань» из бакинского ЦСКА в сезоне 2005/06. В следующем сезоне Микаил перешёл в турецкий клуб «Карталспор». Но 15 августа 2008 года его контракт с турецким клубом был расторгнут по взаимному соглашению сторон.

## Карьера в сборной
Юсифов дебютировал в национальной сборной выйдя на замену в товарищеском матче против сборной Тринидада и Тобаго 23 февраля 2005.